# Wirtschaftsuniversität Osaka
Die Wirtschaftsuniversität Osaka (jap. 大阪経済大学, Ōsaka keizai daigaku, kurz: Daikei (大経), Daikeidai (大経大), Keidai (経大), Ōsaka keidai (大阪経大) oder OUE für Osaka University of Economics) ist eine Privatuniversität in Japan. Der Hauptcampus liegt in Higashiyodogawa-ku, Osaka.

## Geschichte

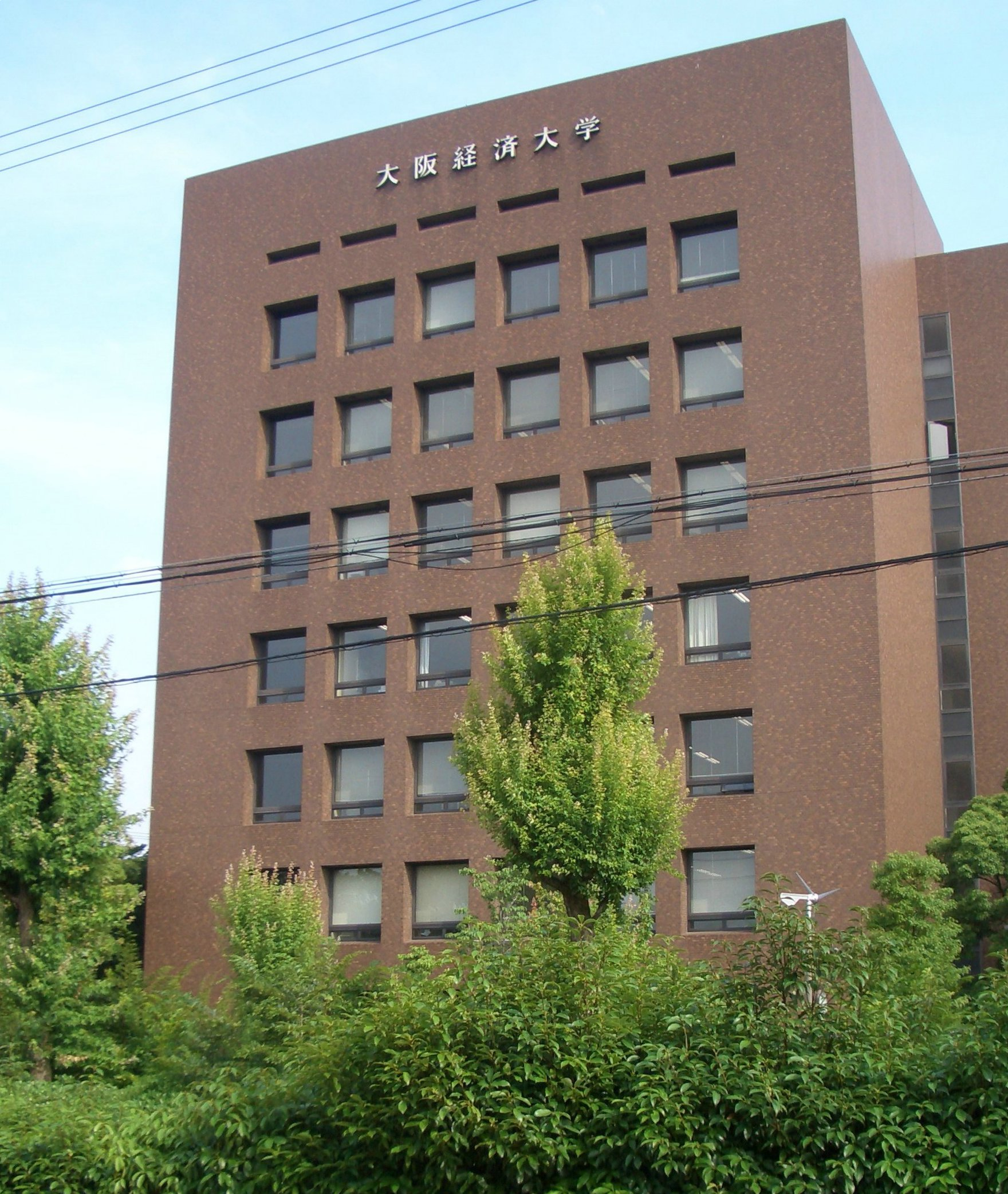
Das 50-Jahre-Gedenk-Gebäude

Die Universität wurde 1932 als Höhere Handelsschule Naniwa (浪華高等商業学校, Naniwa kōtō shōgyō gakkō; Naniwa ist der archaische Name für Osaka) gegründet. Einige Jahre später hatte die Schule eine schwere Zeit und Dr. Kokushō Iwao (黒正巌, 1895–1949) rettete die Schule. 1935 wurde sie als Höhere Handelsschule Shōwa (昭和高等商業学校, Shōwa kōtō shōgyō gakkō) wiedereröffnet.
Während des Pazifikkriegs zogen die meiste Studierenden in den Krieg. 1944 wurde die Wirtschaftliche Frauenfachschule Osaka (大阪女子経済専門学校, Ōsaka joshi keizai semmon gakkō) statt der Höheren Handelsschule gegründet. Nach dem Krieg wurde die Höhere Handelsschule zur Wirtschaftsfachschule Osaka (大阪経済専門学校, Ōsaka keizai semmon gakkō), eine gemischte Fachschule.
1949 entwickelte sie sich zur Wirtschaftsuniversität Osaka mit einer Fakultät (Volkswirtschaftslehre). Sie gründete dann mehr Fakultäten: Betriebswirtschaftslehre (1964), Wirtschaftsinformatik (1997) und Humanwissenschaften (2002).

## Fakultäten
- Fakultät für Volkswirtschaftslehre
- Fakultät für Betriebswirtschaftslehre
- Fakultät für Wirtschaftsinformatik
- Fakultät für Humanwissenschaften

Die Abendkurse der Fakultät für Betriebswirtschaftslehre und die Graduate Schools für die Geschäftsleute liegen im Kitahama-Campus (im Börsegebäude Osaka, Kitahama, Chūō-ku, Osaka. 34° 41′ 28,8″ N, 135° 30′ 26,4″ O).